# أولاد المهدي (تيزي تخاثا)
أولاد المهدي هو دُوَّار يقع بجماعة أغبال، إقليم بركان، جهة الشرق في المملكة المغربية. ينتمي الدوّار لمشيخة تيزي تخاثا التي تضم 11 دوار. يقدر عدد سكانه بـ 51 نسمة حسب الإحصاء الرسمي للسكان والسكنى لسنة 2004.

## روابط خارجية
- البوابة الوطنية للجماعات الترابية
- المندوبية السامية للتخطيط